# Strzępiak jeżowaty

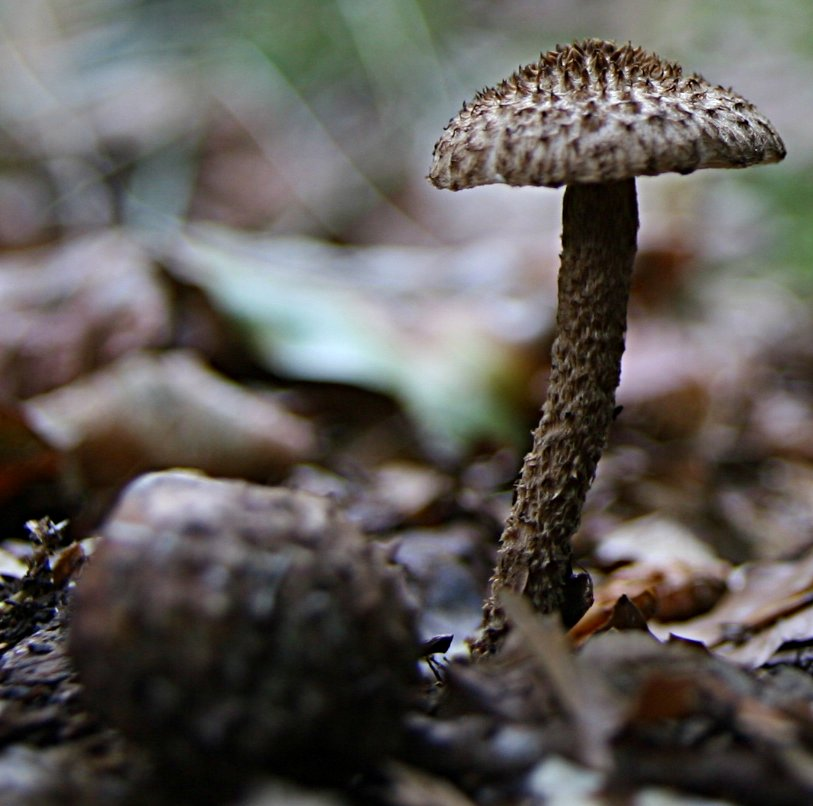

Strzępiak jeżowaty (Inocybe hystrix (Fr.) P. Karst.) – gatunek grzybów należący do rodziny strzępiakowatych (Inocybaceae).

## Systematyka i nazewnictwo
Pozycja w klasyfikacji według Index Fungorum: Inocybe, Inocybaceae, Agaricales, Agaricomycetidae, Agaricomycetes, Agaricomycotina, Basidiomycota, Fungi.
Po raz pierwszy zdiagnozował go w 1838 r. Elias Fries nadając mu nazwę Agaricus hystrix. Obecną, uznaną przez Index Fungorum nazwę nadał mu Petter Karsten w 1879 r.
Nazwę polską podał Władysław Wojewoda w 1999 r. Sprawa nazwy polskiej jest niejasna. Andrzej Nespiak, autor monografii strzępiaków, pod nazwą strzępiak jeżowaty opisuje gatunek Inocybe erinaceomorpha Stangl et Vessel.

## Morfologia
Kapelusz
Średnica 1,5–4 cm, wypukły lub bardzo szeroko dzwonkowaty. Powierzchnia sucha, gęsto pokryta brązowymi lub ciemnobrązowymi łuskami, które stają się coraz bardziej oddalone w miarę dojrzewania grzyba, odsłaniając jaśniejszą powierzchnię pod łuskami.
Blaszki
Przyrośnięte, początkowo białe lub jasnożółte, z czasem stają się żółtawo-brązowe lub szarawo-brązowe. Ostrza zwykle białawe. U młodych okazów słabo widoczna i zanikająca zasnówka.
Trzon
Wysokość 3–8 cm, grubość do 1 cm, mniej więcej walcowaty. Powierzchnia sucha i gęsto pokryta łuskami jak na kapeluszu. Początkowo łuski przykryte są osłoną, potem zanim łuski się rozdzielą, pojawią się w osłonie – potem nabierają siateczkowatej struktury, a ostatecznie stają się wyraźnie oddzielone, brązowe na jasnym tle, czasami ze strefą pierścieniową powstająca z zasnówki.
Cechy mikroskopowe
Zarodniki 9–13 × 5–6,5 µm, o kształcie od migdałkowatego do mniej więcej eliptycznego, gładkie. Pleurocystydy 50–90 × 12–22 µm, szeroko maczugowate z wierzchołkiem główkowatym lub prawie główkowatym i ścianach o grubości 2–2,5 µm. W zmiennej liczbie występują także cheilocystydy i inne sterylne komórki na krawędzi blaszek.

## Występowanie i siedlisko
Znane jest występowanie strzępiaka jeżowatego w Europie, Ameryce Północnej i Środkowej. W Ameryce Północnej jest szeroko rozprzestrzeniony. W piśmiennictwie naukowym na terenie Polski do 2003 r. podano jedno stanowisko (Babiogórski Park Narodowy, 1979). Bardziej aktualne stanowiska podaje internetowy atlas grzybów. Znajduje się na Czerwonej liście roślin i grzybów Polski. Ma status V – gatunek narażony, który prawdopodobnie w najbliższym czasie przejdzie do kategorii wymierających, jeśli nadal będą działać czynniki zagrożenia.
Grzyb mikoryzowy. Rośnie na ziemi w lasach liściastych, rzadziej iglastych, zwłaszcza w towarzystwie grabów, leszczyny, buków,  dębów i świerka.

## Gatunki podobne
Wielu mykologów uważa, że strzępiak jeżowaty jest w odróżnieniu od innych strzępiaków łatwy do odróżnienia dzięki swoim charakterystycznym, najeżonym łuseczkom. Jednak może być pomylony ze strzępiakiem wełnistym Inocybe lanuginosa - obydwa te gatunki są brązowe i mają podobne łuseczki. Niezbędna jest, jak przy wszystkich strzępiakach analiza mikroskopowa.